# Messier 36
A Messier 36 (más néven M36, vagy NGC 1960) egy nyílthalmaz a Szekeres csillagképben.

## Felfedezése
Az M36 nyílthalmazt Giovanni Battista Hodierna fedezte fel 1654-et megelőzően. Charles Messier francia csillagász 1764. szeptember 2-án katalogizálta.

## Tudományos adatok
Az M36 egyike a három fényes nyílthalmaznak, melyek a Szekeres csillagkép déli részén találhatóak, és szerepelnek Messier katalógusában. A másik kettő az M37 és az M38. A halmaz fiatal, korát mindössze 25 millió évesre becsülik, így vörös óriások nem találhatók benne. Eddig körülbelül 60 különálló csillagot sikerült benne azonosítani.